# 뷰티 유레카
《뷰티 유레카》는 KBS 조이의 텔레비전 프로그램이다.

## 방송 개요
- 수천 가지 브랜드, 수십만 가지 다양한 뷰티템들의 홍수 속에서 '진짜'를 찾아내기 위한, 뷰로거 3인의 여정 '뷰티 유레카'

## 방송 시간
- 매주 수요일 새벽 12:00

## 출연자
- 오연서
- 이미주
- 이채연